# 賀守真
賀守真，湖廣攸縣人，明朝政治人物，洪武庚午解元，聯捷進士。官至監察御史。

## 生平
洪武二十三年（1390年）庚午科湖廣鄉試第一名舉人。洪武二十四年（1391年），登辛未科殿試三甲第十一名。授監察御史，激揚有聲，貪墨為之匿跡。